# 劉滄
劉滄（?—?），字蘊靈。魯國（今山東）人。
進士屢不第，曾歷游吴越、荆楚、巴蜀等地。大中八年，進士及第，時已白髮蒼蒼。授華原縣尉。 后官龍門縣令。工於詩，獨好七言律詩，多懷古之作，“序感懷之意，得諷興之體。”，風格近似许渾、赵嘏。有《刘沧诗》一卷。《全唐诗》錄诗一卷。